# NASA Space Settlement Contest
Конкурсът за космически селища НАСА (на английски: NASA Space Settlement Contest) е ежегоден конкурс по дизайн за ученици от 6-12 клас, спонсориран от Центъра за изследвания NASA Ames и НКО (Националното космическо общество). Учениците се състезават индивидуално или като част от екип в две категории: в отбори до шест ученика и отбори от седем или повече ученици.
Целта на конкурса е учениците да научат за науката и работата в екип, докато разработват проект за космическо селище. Студентите представят доклад за дизайна си в NASA Ames, а докладите се оценяват от специалисти в космическата област. Награди се дават и за художествени и литературни заслуги.

## Българско участие
В конкурсът участват и български отбори под ръководството на доц. д-р Веселка Радева, които многократно успяват да спечелят награди.
| Година | Проект                            | Награда     | Категория             | Участници | Източници |
| ------ | --------------------------------- | ----------- | --------------------- | --- | --------- |
| 2012   | „Дом в Космоса“                   | Второ място |                       | | [ 1 ]     |
| 2013   | „Космически град 'Антигона'“      | Първо място |                       | | [ 2 ]     |
| 2013   | „Додона“                          | Първо място |                       | | [ 2 ]     |
| 2014   | „Грийн спейс“                     | Гранд-приз  |                       | Неделчо Ласков, Атанас Ковачев, Иван Попов | [ 3 ]     |
| 2014   | „Космическа колония 'Дафне'“      | Първо място | 12-клас, голям екип   | | [ 3 ]     |
| 2014   | „Аква де вита“                    | Отличие     |                       | | [ 3 ]     |
| 2017   | „Син Космос“                      | Трето място |                       | | [ 4 ]     |
| 2019   | „GENESIS-369“                     | Първо място | Индивидуален участник | Катерина Саматовна | [ 5 ]     |
| 2019   | „Градът на космическия ускорител“ | Първо място | 11-клас, голям екип   | Кристиян Горанов, Стефан Ангелов, Мартин Тодоров, Калина Георгиева, Ирина Антонова, Стефан Дачев, Тодор Славов, Драгомир Николов и Константин Попов | [ 5 ]     |